# 海島城 (新澤西州)
海島城（英語：Sea Isle City）是一個位於美國新澤西州開普梅縣的城市。

## 人口
根據2020年美國人口普查的數據，海島城的面積為7.13平方千米，當中陸地面積為5.71平方千米，而水域面積為1.42平方千米。當地共有人口2104人，而人口密度為每平方千米295人。